# 1177
Il 1177 (MCLXXVII in numeri romani) è un anno  del XII secolo.

## Eventi
- 24 luglio - Pace di Venezia tra Federico I Barbarossa e Papa Alessandro III.
- 25 settembre - Battaglia di Montgisard: L'esercito del Regno di Gerusalemme, guidato da Baldovino IV di Gerusalemme infligge una dura sconfitta all'esercito Ayyubide guidato da Saladino.

## Nati
- Marchesella Adelardi, nobile italiana
- Baldovino V di Gerusalemme, sovrano († 1186)
- Bianca di Navarra, principessa spagnola († 1229)
- Margaret de Braose, nobile britannica
- Filippo di Svevia, sovrano tedesco († 1208)
- Gautier de Coincy, abate, poeta e arrangiatore francese († 1236)
- Gyōi, monaco buddista e poeta giapponese († 1217)
- Maria d'Oignies, religiosa belga († 1213)

## Morti
- 8 gennaio - Manasse di Hierges, cavaliere medievale francese
- 13 gennaio - Enrico II di Babenberg, nobile tedesco (n. 1107)
- 17 luglio - Fujiwara no Kiyosuke, poeta giapponese (n. 1104)
- 5 agosto - Sancha di León e Castiglia, regina spagnola (n. 1139)
- 20 agosto - Guglielmo Faletti, vescovo cattolico italiano
- 14 ottobre - Aimerico Manrique de Lara, nobile spagnolo (n. 1152)
- Michele Aspiete, generale bizantino
- Hugh Bigod, I conte di Norfolk, nobile britannico (n. 1095)
- Eystein Meyla, norvegese (n. 1157)
- Gilberto di Siria
- Guglielmo Spadalunga
- Gümüshtekin, nobile arabo
- Raimondo V di Pallars Jussà, nobile spagnolo
- Ugo II di Baux, francese
- Azalaïs de Porcairagues, trobairitz francese (n. 1140)
- Walter fitz Alan, scozzese (n. 1106)

## Calendario
| Calendario 1177 | Calendario 1177 | Calendario 1177 | Calendario 1177 | Calendario 1177 | Calendario 1177 | Calendario 1177 | Calendario 1177 | Calendario 1177 | Calendario 1177 | Calendario 1177 | Calendario 1177 | Calendario 1177 | Calendario 1177 | Calendario 1177 | Calendario 1177 | Calendario 1177 | Calendario 1177 | Calendario 1177 | Calendario 1177 | Calendario 1177 | Calendario 1177 | Calendario 1177 | Calendario 1177 | Calendario 1177 | Calendario 1177 | Calendario 1177 | Calendario 1177 | Calendario 1177 | Calendario 1177 | Calendario 1177 | Calendario 1177 | Calendario 1177 |
| --------------- | --------------- | --------------- | --------------- | --------------- | --------------- | --------------- | --------------- | --------------- | --------------- | --------------- | --------------- | --------------- | --------------- | --------------- | --------------- | --------------- | --------------- | --------------- | --------------- | --------------- | --------------- | --------------- | --------------- | --------------- | --------------- | --------------- | --------------- | --------------- | --------------- | --------------- | --------------- | --------------- |
|                 | 1               | 2               | 3               | 4               | 5               | 6               | 7               | 8               | 9               | 10              | 11              | 12              | 13              | 14              | 15              | 16              | 17              | 18              | 19              | 20              | 21              | 22              | 23              | 24              | 25              | 26              | 27              | 28              | 29              | 30              | 31              |                 |
| Gennaio         | Sa              | Do              | Lu              | Ma              | Me              | Gi              | Ve              | Sa              | Do              | Lu              | Ma              | Me              | Gi              | Ve              | Sa              | Do              | Lu              | Ma              | Me              | Gi              | Ve              | Sa              | Do              | Lu              | Ma              | Me              | Gi              | Ve              | Sa              | Do              | Lu              |                 |
| Febbraio        | Ma              | Me              | Gi              | Ve              | Sa              | Do              | Lu              | Ma              | Me              | Gi              | Ve              | Sa              | Do              | Lu              | Ma              | Me              | Gi              | Ve              | Sa              | Do              | Lu              | Ma              | Me              | Gi              | Ve              | Sa              | Do              | Lu              |                 |                 |                 |                 |
| Marzo           | Ma              | Me              | Gi              | Ve              | Sa              | Do              | Lu              | Ma              | Me              | Gi              | Ve              | Sa              | Do              | Lu              | Ma              | Me              | Gi              | Ve              | Sa              | Do              | Lu              | Ma              | Me              | Gi              | Ve              | Sa              | Do              | Lu              | Ma              | Me              | Gi              |                 |
| Aprile          | Ve              | Sa              | Do              | Lu              | Ma              | Me              | Gi              | Ve              | Sa              | Do              | Lu              | Ma              | Me              | Gi              | Ve              | Sa              | Do              | Lu              | Ma              | Me              | Gi              | Ve              | Sa              | Do              | Lu              | Ma              | Me              | Gi              | Ve              | Sa              |                 |                 |
| Maggio          | Do              | Lu              | Ma              | Me              | Gi              | Ve              | Sa              | Do              | Lu              | Ma              | Me              | Gi              | Ve              | Sa              | Do              | Lu              | Ma              | Me              | Gi              | Ve              | Sa              | Do              | Lu              | Ma              | Me              | Gi              | Ve              | Sa              | Do              | Lu              | Ma              |                 |
| Giugno          | Me              | Gi              | Ve              | Sa              | Do              | Lu              | Ma              | Me              | Gi              | Ve              | Sa              | Do              | Lu              | Ma              | Me              | Gi              | Ve              | Sa              | Do              | Lu              | Ma              | Me              | Gi              | Ve              | Sa              | Do              | Lu              | Ma              | Me              | Gi              |                 |                 |
| Luglio          | Ve              | Sa              | Do              | Lu              | Ma              | Me              | Gi              | Ve              | Sa              | Do              | Lu              | Ma              | Me              | Gi              | Ve              | Sa              | Do              | Lu              | Ma              | Me              | Gi              | Ve              | Sa              | Do              | Lu              | Ma              | Me              | Gi              | Ve              | Sa              | Do              |                 |
| Agosto          | Lu              | Ma              | Me              | Gi              | Ve              | Sa              | Do              | Lu              | Ma              | Me              | Gi              | Ve              | Sa              | Do              | Lu              | Ma              | Me              | Gi              | Ve              | Sa              | Do              | Lu              | Ma              | Me              | Gi              | Ve              | Sa              | Do              | Lu              | Ma              | Me              |                 |
| Settembre       | Gi              | Ve              | Sa              | Do              | Lu              | Ma              | Me              | Gi              | Ve              | Sa              | Do              | Lu              | Ma              | Me              | Gi              | Ve              | Sa              | Do              | Lu              | Ma              | Me              | Gi              | Ve              | Sa              | Do              | Lu              | Ma              | Me              | Gi              | Ve              |                 |                 |
| Ottobre         | Sa              | Do              | Lu              | Ma              | Me              | Gi              | Ve              | Sa              | Do              | Lu              | Ma              | Me              | Gi              | Ve              | Sa              | Do              | Lu              | Ma              | Me              | Gi              | Ve              | Sa              | Do              | Lu              | Ma              | Me              | Gi              | Ve              | Sa              | Do              | Lu              |                 |
| Novembre        | Ma              | Me              | Gi              | Ve              | Sa              | Do              | Lu              | Ma              | Me              | Gi              | Ve              | Sa              | Do              | Lu              | Ma              | Me              | Gi              | Ve              | Sa              | Do              | Lu              | Ma              | Me              | Gi              | Ve              | Sa              | Do              | Lu              | Ma              | Me              |                 |                 |
| Dicembre        | Gi              | Ve              | Sa              | Do              | Lu              | Ma              | Me              | Gi              | Ve              | Sa              | Do              | Lu              | Ma              | Me              | Gi              | Ve              | Sa              | Do              | Lu              | Ma              | Me              | Gi              | Ve              | Sa              | Do              | Lu              | Ma              | Me              | Gi              | Ve              | Sa              |                 |